# Liste der Stolpersteine in St. Ingbert
Die Liste der Stolpersteine in St. Ingbert enthält alle 52 Stolpersteine, die im Rahmen des gleichnamigen Kunstprojekts von Gunter Demnig im saarländischen St. Ingbert verlegt wurden. Mit ihnen soll Opfern des Nationalsozialismus gedacht werden, die in St. Ingbert lebten und wirkten.

## Geschichte
Die ersten acht Stolpersteine wurden am 19. August 2014 verlegt. Am 20. April 2015 folgten weitere elf Steine. Am 25. Juni 2016 wurden weitere 16 Stolpersteine verlegt. Am 29. Oktober 2018 kamen weitere sechs Stolpersteine hinzu. Die fünfte Verlegung fand am 1. Juli 2020 mit weiteren elf Stolpersteinen statt.

## Liste der Stolpersteine
Die Liste ist vorsortiert nach Adresse.
| Adresse                      | Verlegedatum               | Person(en)              | Inschrift | Bild                                                | Anmerkungen                                                        |
| ---------------------------- | -------------------------- | ----------------------- | --- | --------------------------------------------------- | ------------------------------------------------------------------ |
| Albert-Weisgerber-Allee 26 · | 29. Okt. 2018              | Änne Meier              | Hier wohnte Änne Meier Jg. 1896 Im Widerstand Verhaftet 21. 2. 1942 Ravensbrück Todesmarsch Geflohen 28. 4. 1945 Befreit                        | Stolperstein für Erna Kahn                          |                                                                    |
| Dammstraße 7 ·               | 25. Juni 2016              | Klara Vicktor           | Hier wohnte Klara Vicktor Geb. Samuel Jg. 1876 Flucht 1936 USA                                                                                  | Stolpersteine für Familie Vicktor                   |                                                                    |
| Dammstraße 7 ·               | 25. Juni 2016              | Kornelia Vicktor        | Hier wohnte Kornelia Vicktor Jg. 1901 Flucht 1936 USA                                                                                           | Stolpersteine für Familie Vicktor                   |                                                                    |
| Dammstraße 7 ·               | 25. Juni 2016              | Karl Vicktor            | Hier wohnte Karl Vicktor Jg. 1906 Flucht 1936 USA                                                                                               | Stolpersteine für Familie Vicktor                   |                                                                    |
| Dammstraße 7 ·               | 25. Juni 2016              | Hilde Vicktor           | Hier wohnte Hilde Vicktor Geb. Kern Jg. 1909 Flucht 1936 USA                                                                                    | Stolpersteine für Familie Vicktor                   |                                                                    |
| Dammstraße 7 ·               | 25. Juni 2016              | Ilse Vicktor            | Hier wohnte Ilse Vicktor Jg. 1909 Flucht 1936 USA                                                                                               | Stolpersteine für Familie Vicktor                   |                                                                    |
| Dammstraße 7 ·               | 25. Juni 2016              | Erich Vicktor           | Hier wohnte Erich Vicktor Jg. 1914 Flucht 1936 USA                                                                                              | Stolpersteine für Familie Vicktor                   |                                                                    |
| Dammstraße 7 ·               | 25. Juni 2016              | Ruth Vicktor            | Hier wohnte Ruth Vicktor Jg. 1934 Flucht 1936 USA                                                                                               | Stolpersteine für Familie Vicktor                   |                                                                    |
| Elstersteinstraße 49 ·       | 1. Juli 2020               | Clara Neuberger         | Hier wohnte Clara Neuberger geb. Kahn Jg. 1867 Deportiert 1942 Theresienstadt Ermordet 1.3.44                                                   | Stolpersteine für Clara Neuberger und Emma Nussbaum |                                                                    |
| Elstersteinstraße 49 ·       | 1. Juli 2020               | Emma Nussbaum           | Hier wohnte Emma Nussbaum geb. Kahn Jg. 1869 Flucht 1944 Schweiz                                                                                | Stolpersteine für Clara Neuberger und Emma Nussbaum |                                                                    |
| Ensheimer Straße 10 ·        | 29. Okt. 2018              | Bronia Singer           | Hier wohnte Bronia Singer Jg. 1911 Flucht 1938 Italien 1939 Frankreich mit Hilfe überlebt                                                       | Stolpersteine für Familie Singer                    |                                                                    |
| Ensheimer Straße 10 ·        | 29. Okt. 2018              | Kalman-Lazar Singer     | Hier wohnte Kalman-Lazar Singer Jg. 1882 `Polenaktion` 1938 Ghetto Przemysl Ermordet 1941                                                       | Stolpersteine für Familie Singer                    |                                                                    |
| Ensheimer Straße 10 ·        | 29. Okt. 2018              | Charlotte Singer        | Hier wohnte Charlotte Singer Jg. 1921 Verhaftet 28. 10. 1938 Von Gestapo Schicksal unbekannt                                                    | Stolpersteine für Familie Singer                    |                                                                    |
| Ensheimer Straße 33 ·        | 20. Apr. 2015              | Johannes Hoffmann       | Hier wohnte Johannes Hoffmann Jg. 1890 Im Widerstand/Zentrum Flucht 1935 Frankreich, Luxemburg 1939 Frankreich Versteckt gelebt 1941 Brasilien  | Stolperstein für Johannes Hoffmann                  | Johannes Hoffmann lebte mit seiner Familie hier von 1934 bis 1935. |
| Ensheimer Straße 35 ·        | 20. Apr. 2015              | Eva Heimann             | Hier wohnte Eva Heimann geb. Ochs Jg. 1914 Flucht Holland Interniert Westerbork Deportiert 1944 Theresienstadt Ermordet in Auschwitz            | Stolpersteine für Eva Heimann und Erich Ochs        |                                                                    |
| Ensheimer Straße 35 ·        | 20. Apr. 2015              | Erich Ochs              | Hier wohnte Erich Ochs Jg. 1920 Flucht 1937 Holland 1939 Belgien Interniert Drancy Deportiert 1943 Ermordet in Majdanek                         | Stolpersteine für Eva Heimann und Erich Ochs        |                                                                    |
| Kaiserstraße 37 ·            | 20. Apr. 2015              | Helene Stern            | Hier wohnte Helene Stern geb. Roos Jg. 1893 Flucht 1935 Luxemburg Frankreich 1936 USA                                                           | Stolpersteine für Helene und Jakob Stern            |                                                                    |
| Kaiserstraße 37 ·            | 20. Apr. 2015              | Jakob Stern             | Hier wohnte Jakob Stern Jg. 1892 Flucht 1935 Luxemburg Frankreich 1936 USA                                                                      | Stolpersteine für Helene und Jakob Stern            |                                                                    |
| Kaiserstraße 45 ·            | 25. Juni 2016              | Moritz Schmidt          | Hier wohnte Moritz Schmidt Jg. 1872 Flucht 1934 Schweiz Tot 23.5.1943 Baden                                                                     | Stolpersteine für Moritz und Therese Schmidt        |                                                                    |
| Kaiserstraße 45 ·            | 25. Juni 2016              | Therese Schmidt         | Hier wohnte Therese Schmidt Geb. Meyer Jg. 1873 Flucht 1934 Schweiz                                                                             | Stolpersteine für Moritz und Therese Schmidt        |                                                                    |
| Kaiserstraße 53 ·            | 20. Apr. 2015              | Artur Wolfermann        | Hier wohnte Artur Wolfermann Jg. 1896 Flucht 1935 Luxemburg Interniert Drancy Deportiert 1942 Auschwitz Ermordet 1942                           | Stolpersteine für Wolfermann und Friedberg          |                                                                    |
| Kaiserstraße 53 ·            | 20. Apr. 2015              | Erna Wolfermann         | Hier wohnte Erna Wolfermann Geb. Friedberg Jg. 1900 Flucht 1935 Luxemburg Interniert Drancy Deportiert 1942 Auschwitz Ermordet 1942             | Stolpersteine für Wolfermann und Friedberg          |                                                                    |
| Kaiserstraße 53 ·            | 20. Apr. 2015              | Edith Hedwig Wolfermann | Hier wohnte Edith Hedwig Wolfermann Jg. 1929 Flucht 1935 Luxemburg Interniert Drancy Deportiert 1942 Auschwitz Ermordet 1942                    | Stolpersteine für Wolfermann und Friedberg          |                                                                    |
| Kaiserstraße 53 ·            | 20. Apr. 2015              | Edgar Friedberg         | Hier wohnte Edgar Friedberg Jg. 1902 Flucht 1936 Frankreich mit Hilfe Befreit / Überlebt                                                        | Stolpersteine für Wolfermann und Friedberg          |                                                                    |
| Kaiserstraße 75 ·            | 25. Juni 2016              | Emma Rieser             | Hier wohnte Emma Rieser geb. Strauss Jg. 1875 Flucht 1938 Luxemburg 1941 Kuba 1942 USA                                                          | Stolpersteine für Emma und Adolf Rieser             |                                                                    |
| Kaiserstraße 75 ·            | 25. Juni 2016              | Adolf Rieser            | Hier wohnte Adolf Rieser Jg. 1872 Flucht 1938 Luxemburg 1941 Kuba 1942 USA                                                                      | Stolpersteine für Emma und Adolf Rieser             |                                                                    |
| ehem. Kaiserstraße 108 ·     | 19. Aug. 2014 1. Juli 2020 | Erna Kahn               | Hier wohnte Erna Kahn Geb. Baum Jg. 1886 deportiert 1940 Gurs Flucht 1942 Marokko / USA                                                         | Stolpersteine für Kahn                              |                                                                    |
| ehem. Kaiserstraße 108 ·     | 19. Aug. 2014 1. Juli 2020 | Siegfried Kahn          | Hier wohnte Siegfried Kahn Jg. 1881 Flucht 1937 USA                                                                                             | Stolpersteine für Kahn                              |                                                                    |
| ehem. Kaiserstraße 108 ·     | 19. Aug. 2014 1. Juli 2020 | Anna Kahn               | Hier wohnte Anna Kahn Jg. 1921 Deportiert 1940 Gurs Flucht 1942 Marokko USA                                                                     | Stolpersteine für Kahn                              |                                                                    |
| ehem. Kaiserstraße 108 ·     | 19. Aug. 2014 1. Juli 2020 | Herta Kahn              | Hier wohnte Herta Kahn Jg. 1923 Deportiert 1940 Gurs Flucht 1942 Marokko USA                                                                    | Stolpersteine für Kahn                              |                                                                    |
| Kaiserstraße 104 ·           | 25. Juni 2016              | Josefine Haber          | Hier wohnte Josefine Haber geb. Lyon Jg. 1860 Flucht 1939 Holland Interniert Westerbork Deportiert 1943 Sobibor Ermordet 14.5.1943              | Stolpersteine für Josefine Haber und Michael Lyon   |                                                                    |
| Kaiserstraße 104 ·           | 25. Juni 2016              | Michael Lyon            | Hier wohnte Michael Lyon Jg. 1858 Deportiert 1942 Theresienstadt Ermordet 31.12.1942                                                            | Stolpersteine für Josefine Haber und Michael Lyon   |                                                                    |
| Kaiserstraße 129 ·           | 1. Juli 2020               | Fritz Beer              | Hier wohnte Fritz Beer Jg. 1887 Deportiert 1940 Gurs Interniert Drancy Tot August 1942 Im Zug nach Auschwitz                                    | Stolpersteine für Beer                              |                                                                    |
| Kaiserstraße 129 ·           | 1. Juli 2020               | Elisabeth Beer          | Hier wohnte Elisabeth Beer Geb. Kahn Jg. 1900 Deportiert 1940 Gurs Interniert Drancy 1942 Auschwitz Ermordet 19.9.1942                          | Stolpersteine für Beer                              |                                                                    |
| Kaiserstraße 129 ·           | 1. Juli 2020               | Hans Beer               | Hier wohnte Hans Beer Jg. 1921 Flucht 1939 mit Hilfe Palästina USA                                                                              | Stolpersteine für Beer                              |                                                                    |
| Kaiserstraße 129 ·           | 1. Juli 2020               | Georg Beer              | Hier wohnte Georg Beer Jg. 1923 Flucht 1939 mit Hilfe Dänemark 1943 Schweden                                                                    | Stolpersteine für Beer                              |                                                                    |
| Kaiserstraße 129 ·           | 1. Juli 2020               | Stephanie Beer          | Hier wohnte Stephanie Beer Jg. 1925 Kindertransport 1939 England                                                                                | Stolpersteine für Beer                              |                                                                    |
| Kaiserstraße 136 ·           | 19. Aug. 2014              | Paul Kahn               | Hier wohnte Paul Kahn Jg. 1872 Verhaftet 1942 Sachsenhausen Ermordet 27. 2. 1942                                                                | Stolpersteine für Klara und Paul Kahn               |                                                                    |
| Kaiserstraße 136 ·           | 19. Aug. 2014              | Klara Kahn              | Hier wohnte Klara Kahn Jg. 1907 Flucht USA | Stolpersteine für Klara und Paul Kahn               |                                                                    |
| Kaiserstraße 164 ·           | 1. Juli 2020               | Berta Alexander         | Hier wohnte Berta Alexander Geb. Rieser Jg. 1874 Flucht 1936 Luxemburg Interniert Drancy Deportiert 1943 Theresienstadt 1944 Auschwitz Ermordet | Stolperstein für Berta Alexander                    |                                                                    |
| Poststraße 5 ·               | 25. Juni 2016              | Käthe Meyer             | Hier wohnte Käthe Meyer Jg. 1904 Flucht 1935 Schweiz 1936 Italien 1939 Kuba                                                                     | Stolpersteine für Käthe und Erich Meyer             |                                                                    |
| Poststraße 5 ·               | 25. Juni 2016              | Erich Meyer             | Hier wohnte Dr. Erich Meyer Jg. 1890 Flucht 1935 Schweiz 1936 Italien 1939 Kuba                                                                 | Stolpersteine für Käthe und Erich Meyer             |                                                                    |
| Richard-Wagner-Straße 39 ·   | 29. Okt. 2018              | Johanna Henn            | Hier wohnte Johanna Henn Jg. 1897 Eingewiesen 2.5.1942 Heilanstalt Klingenmünster Ermordet 5. 5. 1944                                           | Stolperstein für Johanna Henn                       |                                                                    |
| Rickertstraße 23 ·           | 20. Apr. 2015              | Otto Beer               | Hier wohnte Otto Beer Jg. 1892 Flucht 1935 Frankreich 1937 USA                                                                                  | Stolpersteine für Lucy Karoline und Otto Beer       |                                                                    |
| Rickertstraße 23 ·           | 20. Apr. 2015              | Lucy Karoline Beer      | Hier wohnte Lucy Karoline Beer Geb. Homburger Jg. 1898 Flucht 1935 Frankreich 1937 USA                                                          | Stolpersteine für Lucy Karoline und Otto Beer       |                                                                    |
| Sebastianstraße 12 ·         | 25. Juni 2016              | Adolf Lambertz          | Hier wohnte Adolf Lambertz Jg. 1879 Schutzhaft 1938 Dachau Entlassen 1938                                                                       | Stolperstein für Adolf Lambertz                     |                                                                    |
| Spieser Landstraße 2 ·       | 19. Aug. 2014              | Jakob Ammann            | Hier wohnte Jakob Ammann Jg. 1901 Verhaftet 13. 8. 1936 Oranienburg 1940 Dachau Ermordet 1944                                                   | Stolperstein für Jakob Ammann                       |                                                                    |
| Wiesenstraße 44 ·            | 29. Okt. 2018              | Jakob Kennerknecht      | Hier wohnte Jakob Kennerknecht Jg. 1895 Im Widerstand/SPD Verhaftet Zwangsarbeit 1938 Westwall- und Bergbau 1944 Arbeitslager Ebensee Befreit   | Stolperstein für Jakob Kennerknecht                 |                                                                    |
| Wittemannstraße 5 ·          | 19. Aug. 2014              | Bruno Löb               | Hier wohnte Bruno Löb Jg. 1899 Flucht 1935 Belgien Interniert Mechelen Deportiert 1943 Auschwitz Ermordet 1943                                  | Stolpersteine für Familie Löb                       |                                                                    |
| Wittemannstraße 5 ·          | 19. Aug. 2014              | Herta Löb               | Hier wohnte Herta Löb Geb. Salomon Jg. 1901 Flucht 1935 Belgien Interniert Mechelen Deportiert 1943 Auschwitz Ermordet 1943                     | Stolpersteine für Familie Löb                       |                                                                    |
| Wittemannstraße 5 ·          | 19. Aug. 2014              | Ruth Löb                | Hier wohnte Ruth Löb Jg. 1925 Flucht 1935 Belgien Interniert Mechelen Deportiert 1942 Auschwitz Ermordet 1. 9. 1942                             | Stolpersteine für Familie Löb                       |                                                                    |
| Wittemannstraße 5 ·          | 19. Aug. 2014              | Inge Löb                | Hier wohnte Inge Löb Jg. 1932 Flucht 1935 Belgien Interniert Mechelen Deportiert 1943 Auschwitz Ermordet 1943                                   | Stolpersteine für Familie Löb                       |                                                                    |